# Альсамора, Эмилио
Эмилио Альсамора (исп. Emilio Alzamora; род. 22 мая 1973 года, Льейда, Каталония, Испания) — бывший мотогонщик, участник чемпионата мира по шоссейно-кольцевым мотогонкам MotoGP. Чемпион мира в классе 125cc (1999). Единственный мотогонщик, выигравший чемпионат мира MotoGP, не выиграв ни одной гонки в сезоне, обошедший своих конкурентов Марко Меландри и Масао Адзуму, выигравших по пять гонок.